# フォワード級偵察巡洋艦
フォワード級偵察巡洋艦 (Forward class) はイギリス海軍の巡洋艦。リバー級駆逐艦（en, 1913年以降はE級駆逐艦と呼称）の旗艦用に建造された小型、高速の巡洋艦。同用途の巡洋艦は4社で各2隻ずつ建造されたがそれぞれ艦型が異なっており、フェアフィールド社で建造されたものが本級である。アドヴェンチャー級と異なり機関部側面の水線部にも装甲が装着されている。1905年竣工。

## 同型艦
- フォワード
- フォアサイト